# Charles Allan
Charles E. Allan (sinh năm 1910, ngày mất không rõ) là một cầu thủ bóng đá thi đấu ở Football League cho Darlington và Northampton Town. Ông sinh ra ở Darlington, Anh.